# Aan open zee
Aan open zee (1890) is een roman van de Zweedse auteur August Strindberg. Een Nederlandse vertaling werd in 1984 uitgegeven door Meulenhoff. In het Zweeds heet de roman I havsbandet, wat verwijst naar de band eilandjes die deel uitmaken van een scherenkust.
De roman speelt zich af op een eiland in de scherenkust. De protagonist wordt door de regering uitgestuurd om de slechte visvangst te onderzoeken. Hij profileert zich als wetenschapper, en wil het eiland en zijn bevolking gebruiken voor een demonstratie van zijn superieure kennis. De protagonist wordt daarom in beschrijvingen vaak geplaatst in de context van het nietzscheaanse übermenschideaal. Hij wordt echter door de eilandbewoners onthaald als een vijandig element. Het lukt hem niet om zich helder te kunnen focussen op het probleem, en verliest geleidelijk aan zijn grip op de situatie. Hij begint zich af te zonderen om zich bezig te houden met obscure wetenschappelijke experimenten. Zijn gedreven bezigheid mondt echter uit in een ontregeld ritme en hallucinaties. De ondergang van de protagonist wordt duidelijk op het einde van het verhaal. Hij vaart met een sloep richting open zee, wat zijn dood suggereert.